# 650년

## 연호
- 당(唐) 영휘(永徽) 원년
- 신라(新羅) 태화(太和) 4년
- 일본(日本) 다이카(大化) 6년 / 하쿠치(白雉) 원년

## 기년
- 당(唐) 고종(高宗) 원년
- 신라(新羅) 진덕여왕(眞德女王) 4년
- 고구려(高句麗) 보장왕(寶臧王) 9년
- 백제(百濟) 의자왕(義慈王) 10년

## 사건
- 신라에서 중국의 정삭(正朔)을 시행, 관제를 중국식으로 하고 독자 연호를 폐지하다.
- 이슬람, 동로마 제국의 아라두스(현재의 루아드)를 빼앗다.